# Карпи (Италия)
Карпи (на италиански: Carpi) e град и община в Северна Италия. Населението му е 71 148 жители (31 декември 2017 г.), а площта 131 кв. км. Намира се на 28 м н.в. в часова зона UTC+1. Пощенският му код е 41012, а телефонния 059.

## Спорт
Представителният футболен отбор на града се казва ФК Карпи 1909.